# Petra Granlund
Petra Madelein Granlund (Valla, 15 de octubre de 1987) es una deportista sueca que compitió en natación, especialista en el estilo mariposa.
Ganó dos medallas de bronce en el Campeonato Mundial de Natación en Piscina Corta, en los años 2004 y 2010, y tres medallas en el Campeonato Europeo de Natación en Piscina Corta, en los años 2008 y 2009.
Participó en los Juegos Olímpicos de Pekín 2008, ocupando el octavo lugar en la prueba de 4 × 200 m libre.

## Palmarés internacional
| Campeonato Mundial en Piscina Corta | Campeonato Mundial en Piscina Corta | Campeonato Mundial en Piscina Corta | Campeonato Mundial en Piscina Corta |
| Año                                 | Lugar                               | Medalla                             | Prueba                              |
| ----------------------------------- | ----------------------------------- | ----------------------------------- | ----------------------------------- |
| 2004                                | Indianápolis (Estados Unidos)       | Medalla de bronce                   | 4 × 200 m libre                     |
| 2010                                | Dubái (EAU)                         | Medalla de bronce                   | 200 m mariposa                      |
| Campeonato Europeo en Piscina Corta |                                     |                                     |                                     |
| Año                                 | Lugar                               | Medalla                             | Prueba                              |
| 2008                                | Rijeka (Croacia)                    | Medalla de oro                      | 200 m mariposa                      |
| 2008                                | Rijeka (Croacia)                    | Medalla de plata                    | 4 × 200 m libre                     |
| 2009                                | Estambul (Turquía)                  | Medalla de plata                    | 200 m mariposa                      |